# Футбольна ліга Порт-Віли
Футбольна ліга Порт-Віли (Дігісел ліги / Дігісел Прем'єр-ліга) (англ. Port Vila Football League / Digicel League / Digicel Premier League) — головне змагання з футболу з-поміж клубів Порт-Віли, Вануату. Складається з 3 змагань: Прем’єр-ліга Порт-Віли, Перший дивізіон Порт-Віли та Другий дивізіон Порт-Віли. Внутрішній кубок ліги — Кубок ФА Порт-Віли, в якому змагаються всі 3 дивізіони.
Прем'єр-ліга Порт-Віли вважається найкращою футбольною лігою Вануату, тоді як Футбольна асоціація Порт-Віли вважається головною футбольною асоціацією Вануату. Чотири найкращі команди Прем'єр-ліги Порт-Віла кваліфікується до Турніру топ-4 ПВФА, а переможцем цього змагання є одна з двох команд, яка представляє Вануату в Лізі чемпіонів ОФК. Інша команда є переможцем Національної Суперліги ВФФ, яка є змаганням за принципом кола серед найкращих команд островів Вануату. Найбільший острів, де знаходиться Порт-Віла, Ефате не входить до цього турніру.
Чемпіонат не є повністю професіональним.

## Команди-учасниці
| Прем'єр-ліга Порт-Віли | Перший дивізіон Порт-Віли | Другий дивізіон Порт-Віли                                                                                                 | Колишні клуби                               |
| --- | --- | --- | ------------------------------------------- |
| Рівень у піраміді – 1 | Рівень у піраміді – 2 | Рівень у піраміді – 3 | Рівень у піраміді - відсутній               |
| - «Еракор Голден Стар» - «Іфіра Блек Бьорд» - «АБМ Гелексі» - «Маувія» - «Сіа-Рага» - «Тафеа» - «Ятель» - «Тупуджи Імере» | - «Шефердс Юнайтед»* - «Маурікі» - «Юнайтед Малампа» - «Істон» - «Ас Амбассадорс» - «Норс Ефат Юнайтед» - «Панго Грін Бьорд» - «Севенерс Юнайтед» | - «Кінгс Юнайтед» - «Ван Ворріорз» - «Мелакель» - «Блек Даймонд» - «Нарак Тегапу» - «Редал» - «Теоума Академі» - «Варона» | - «Торба Юнайтед» - «Спіріт 08» - «Амікаль» |

Усі команди та ліги наведені станом на сезон 2019/20

## Переможці

### Прем'єр-ліга Порт-Віли
| Сезон   | Чемпіон              | Фіналіст             |
| ------- | -------------------- | -------------------- |
| 1994    | «Тафеа»              |                      |
| 1995    | «Тафеа»              |                      |
| 1996    | «Тафеа»              |                      |
| 1997    | «Тафеа»              |                      |
| 1998    | «Тафеа»              |                      |
| 1999    | «Тафеа»              |                      |
| 2000    | «Тафеа»              |                      |
| 2001    | «Тафеа»              |                      |
| 2002    | «Тафеа»              | «Шефердс Юнайтед»    |
| 2003    | «Тафеа»              | «Шефердс Юнайтед»    |
| 2004    | «Тафеа»              |                      |
| 2005    | «Тафеа»              |                      |
| 2006    | «Тафеа»              |                      |
| 2007    | «Тафеа»              | «Тупуджи Імере»      |
| 2008–09 | «Тафеа»              | «Амікаль»            |
| 2009–10 | «Амікаль»            | «Тафеа»              |
| 2010–11 | «Амікаль»            | «Тафеа»              |
| 2011–12 | «Амікаль»            | «Тафеа»              |
| 2012–13 | «Амікаль»            | «Еракор Голден Стар» |
| 2013–14 | «Амікаль»            | «Еракор Голден Стар» |
| 2014–15 | «Амікаль»            | «Еракор Голден Стар» |
| 2016    | «Еракор Голден Стар» | «Амікаль»            |
| 2017    | «Іфіра Блек Бьорд»   | «Еракор Голден Стар» |
| 2017–18 | «Тупуджи Імере»      | «Еракор Голден Стар» |
| 2018–19 | «Тафеа»              | «АБМ Гелексі»        |
| 2019–20 | «Іфіра Блек Бьорд»   | «АБМ Гелексі»        |
| 2020–21 | «АБМ Гелексі»        | «Тафеа»              |
| 2021–22 | «Іфіра Блек Бьорд»   | «Маурікі»            |
| 2022–23 | «Іфіра Блек Бьорд»   | «АБМ Гелексі»        |
| 2023–24 | «Іфіра Блек Бьорд»   | «АБМ Гелексі»        |

### Перший дивізіон Порт-Віли
| Сезон   | Переможець           | Срібний призер     |
| ------- | -------------------- | ------------------ |
| 2007    | «Севенерс Юнайтед»   |                    |
| 2008-09 | «Спіріт 08»          | «Теоума Академі»   |
| 2009-10 | «Севенерс Юнайтед»   | «Іфіра Блек Бьорд» |
| 2010-11 | «Севенерс Юнайтед»   |                    |
| 2011-12 | «Еракор Голден Стар» |                    |
| 2012-13 | «Ятел»               |                    |
| 2013-14 | «Нарак Тегапу»       |                    |
| 2014-15 | «Маурікі»            | «Сіа-Рага»         |
| 2016    | «Маувія»             | «Севенерс Юнайтед» |
| 2017    |                      |                    |
| 2018-19 | «Сіа-Рага»           | «Маувія»           |

### Другий дивізіон Порт-Віли
| Сезон   | Переможець     | Срібний призер |
| ------- | -------------- | -------------- |
| 2014-15 | «АБМ Гелексі»  |                |
| 2016    | «Блек Даймонд» |                |
| 2017    |                |                |

## Переможці по роках
| Клуб                 | Переможець | Срібний призер |
| -------------------- | ---------- | -------------- |
| «Тафеа»              | 16         | 3              |
| «Амікаль»            | 6          | 2              |
| «Еракор Голден Стар» | 1          | 5              |
| «Тупуджи Імере»      | 1          | 1              |
| «Іфіра Блек Бьорд»   | 1          | –              |
| «Шефердс Юнайтед»    | –          | 2              |

## Національні кубки

### Кубок незалежності Порт-Віли
Кубок незалежності Порт-Віли розігружться у липні. Фінальний матч відбувається 30 липня, у день незалежності Вануату
| Сезон | Переможець      | Рахунок | Фіналіст | Пос   |
| ----- | --------------- | ------- | -------- | ----- |
| 2019  | «Тупуджи Імере» | 3–1     | «Тафеа»  | [ 3 ] |

### Щит Порт-Віли
Щит Порт-Віли — національний кубок, який проводиться в січні кожного року з 2013 року.
Попередні переможці турніру:
| Сезон | Переможець | Рахунок | Фіналіст             | Пос   |
| ----- | ---------- | ------- | -------------------- | ----- |
| 2013  | «Тафеа»    |         |                      |       |
| 2014  | «Тафеа»    | 1–0     | «Амікаль»            | [ 4 ] |
| 2015  | «Амікаль»  | 1–0     | «Еракор Голден Стар» | [ 5 ] |

### Кубок Футбольної Асоціації Порт-Віли
Кубок Футбольної Асоціації Порт-Віли (Кубок ПВФА) спочатку був турніром, який проводився як розминка для 8 команд, які грають у Дігісель Прем'єр-лізі. З 2016 року Кубок ПВФА став турніром для всіх 27 команд перших 3 дивізіонів.
Попередні переможці Кубка ПВФА:
| Сезон | Переможець      | Рахунок | Фіналіст             | Пос   |
| ----- | --------------- | ------- | -------------------- | ----- |
| 2014  | «Тафеа»         | 3–0     | «Іфіра Блек Бьорд»   |       |
| 2016  | «Тупуджи Імере» | 1-0     | «Еракор Голден Стар» |       |
| 2018  | «Амікаль»       | 4-1     | «АБМ Гелексі»        |       |
| 2019  | «Тафеа»         | 1-0     | «АБМ Гелексі»        | [ 6 ] |

## Суперліга Топ-4
Суперліга Топ-4 — це змагання між чотирма найкращими командами Футбольної ліги Порт-Віли для визначення одного з двох представників Вануату в Лізі чемпіонів ОФК (інший представник — з Національної Суперліги ВФФ).
| Сезон   | Переможець           |
| ------- | -------------------- |
| 2016    | «Еракор Голден Стар» |
| 2017    | «Еракор Голден Стар» |
| 2017–18 | «Еракор Голден Стар» |
| 2018–19 | «АБМ Гелексі»        |